# 克雷贝克
克雷贝克（德語：Krebeck，發音：[ˈkʁeːbɛk]）是德国下萨克森州哥廷根县的市镇，面积12.26平方千米，2023年12月31日人口为1,026人。
克雷貝克是德國大地測量中心所在地。